# Streekmarkt
Een streekmarkt (ook wel boerenmarkt) is een stedelijke markt, die zich in principe richt op het laten kennismaken met - en verkopen van (biologische) voedselproducten uit de directe omgeving. Inmiddels is er een groeiend aantal van deze markten. In feite lijkt dit op de voedselvoorziening van vroeger. Producten uit de omgeving van de stad worden direct door de producent aan de consument aangeboden op een markt.

## Kenmerken
- Deze werkwijze leidt tot de kortst mogelijke aanvoerlijnen zonder gebruik van tussenhandel.
- (Biologische) streekproducten belasten het milieu veel minder dan bij de gebruikelijke voedselketens.
- Er wordt op een duurzame manier gebruikgemaakt van de beschikbare (agrarische) ruimte.
- Streekproducten doen een minimaal beroep op vervoer en opslag; zij zijn dan ook verser door de korte tijd die verloopt tussen productie en gebruik.
- Productie zo dicht mogelijk bij de consument ontlast bovendien het milieu in de derde wereld.
- Het is een belangrijk doel van de streekmarkt om platteland (streekbewoners) en stad (stedelingen) nader met elkaar in contact te brengen.
- Kinderen maken contact met de bron van hun dagelijks voedsel. In onze maatschappij is vaak vervreemding opgetreden, waardoor niet meer gemakkelijk de link wordt gelegd met de oorsprong van het product en degenen, die daarvoor verantwoordelijk zijn. De streekmarkt maakt de voedselketen aanschouwelijker.

## Markten in Nederland en België

### Nederland (selectie)
Wekelijkse en maandelijkse markten (nadruk meer op de marktfunctie)
- DeStreekmarkt, Utrecht; maandelijks[1]
- Boerenmarkt Noordermarkt, Amsterdam; wekelijks[2]
- Streekmarkt Oldeberkoop, Friesland; maandelijks[3]
- Streekmarkt Hemelum, Friesland; maandelijks[4]
- Streekmarkt Twente; maandelijks[5]
- Streekmarkt Woerden; wekelijks[6]

Jaarlijkse markten (nadruk meer op voorlichtende functie)
- Streekmarkt Lievelde[7]
- Streekmarkt Stadionplein, Amsterdam[8]
- Streekmarkt Delft,[9]
- Streekmarkt Salland[10]

### België (selectie)
- Boerenmarkt Oudenaarde; wekelijks[11]
- Boerenmarkt Tielt; wekelijks[12]
- Tiendenschuur Baaigem; onregelmatig[13]